# Гастон (комікс)

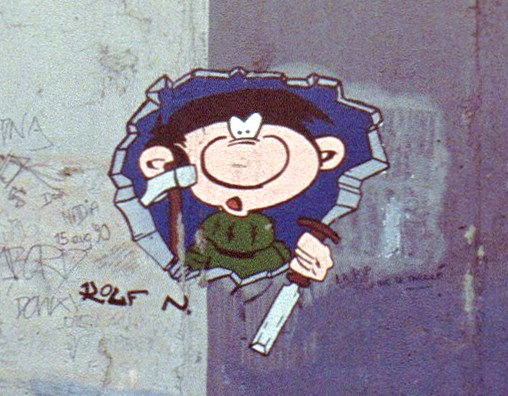
Портрет Гастона на Берлінської стіни.

Гастон — бельгійський гумористичний комікс-серіал авторства художника Андре Франкена про пригоди персонажа Гастона Лагафа.

## Історія
Цей персонаж вперше з'явився 28 лютого 1957 року в журналі «Спіру» як один з героїв серіалу «Спіру і Фантазіо»; з 1960 року в цьому ж журналі про нього почав друкуватися окремий серіал. Кожна серія — коротка іронічна історія в картинках. Франкін перестав малювати нові історії про Гастона в 1991 році, за шість років до смерті.
Гастон Лагаф, кудлатий молодий чоловік у зеленому светрі і чорних джинсах, згідно з сюжетом історій, працює офісним клерком і відрізняється одночасно винахідливістю і великою лінню. Він постійно прагне будь-якими способами уникнути праці і яких би то не було зусиль, для чого намагається використовувати придумані і зібрані ним винаходи; проте він лінується і при їх створенні, тому всі його агрегати зроблені з помилками і в результаті не приносять горе-винахіднику бажаного результату, на цьому й побудований гумор абсолютної більшості історій. Одним з незмінних атрибутів Гастона є автомобіль Fiat 509 1925 року випуску, до 1960-х років уже безнадійно застарілий і фактично розвалюється на ходу, на якому Гастон їздить на роботу; «геги» і гумор у багатьох історіях пов'язані саме з ним. В цілому ряді історій про Гастона були присутні натяки на ті чи інші актуальні на той момент політичні події.
«Гастон» вважається одним з найвідоміших бельгійських коміксів, багато історії про нього переводилися на різні мови світу. 2014 року в Бельгії і Франції, де комікси про цього персонажа також були дуже популярними, широко відзначали 57-річний ювілей персонажа: газета Le Figaro присвятила його історії велику статтю, а компанія Google — один з «дудлів».